# Sunamganj (distrito)
Sunamganj é um distrito localizado no nordeste de Bangladesh dentro de Skylhet.
Os rios Surma, Kushiyara e Ratna atravessam o distrito, bem como o Rio Da'uka ou Danuka. A temperatura média anual de Sunamganj varia entre 33,2 ° C e 13,6 ° C, com precipitação anual de 3.334 milímetros. Há zonas úmidas e ecossistemas em Sunamganj.[carece de fontes?]